# Opérateur linéaire
En mathématiques, un opérateur linéaire (ou plus simplement un opérateur) est une fonction entre deux espaces vectoriels qui est linéaire sur son domaine de définition.
Cette notion est particulièrement utile en analyse vectorielle et en analyse fonctionnelle mais également en physique quantique.

## Exemples
- En analyse fonctionnelle, les opérateurs différentiels (ou pseudo-différentiels) et intégraux (dits aussi « à noyau »), l'opérateur retard ou de différence, le projecteur de Leray.
- En analyse vectorielle, les laplacien, laplacien vectoriel, bilaplacien, gradient, rotationnel et divergence.
- En géométrie différentielle, le d'alembertien et l'opérateur de Laplace-Beltrami.
- En systèmes dynamiques, les opérateurs de transfert tel l'opérateur de Gauss-Kuzmin-Wirsing.
- En algèbre, l'opérateur de Casimir.

## Glossaire
Un opérateur entre espaces vectoriels topologiques est dit borné si l'image d'une partie bornée est bornée aussi. C'est toujours le cas pour un opérateur linéaire continu.
Un opérateur linéaire continu est dit de Fredholm lorsque son noyau est de dimension finie et son image de codimension finie.
L'adjoint d'un opérateur continu entre deux espaces de Hilbert est une application duale pour le produit scalaire. Lorsque cet adjoint est l'opérateur inverse, l'un et l'autre sont dits unitaires.
Un opérateur entre deux espaces vectoriels topologiques localement convexes est dit compact s'il est continu et si l'image d'une partie bornée est toujours relativement compacte.